# China (gruppo musicale)
I China sono un gruppo hard rock svizzero fondato nel 1985.
Fondati dal batterista John Dommen, il gruppo raggiunse il successo internazionale nel periodo tra i fine anni ottanta e primi anni novanta. I loro dischi ottennero molta popolarità in Svizzera entrando nella top 10 in classifica, ma registrarono buoni risultati anche in altri paesi.
Le loro sonorità sono particolarmente ispirate all'AOR di stampo americano e le loro maggiori fonti di ispirazione furono gruppi come Thin Lizzy, Europe e Scorpions.

## Storia
Fondati nel 1985 dal batterista John Dommen e dal chitarrista Freddy Laurence, la formazione veniva completata da Math Shiverow alla voce, dal chitarrista Claudio Matteo e dal bassista Marc Lynn. Dal 1988, dopo aver ottenuto un contratto con la major tedesca Phonogram Records iniziarono a comporre i brani per il primo disco. Vennero assistiti durante le registrazioni dal cantante dei Krokus Marc Storace che contribuì ai backing vocals, mentre il chitarrista dei Krokus Fernando Von Arb compose la traccia "Back to You".
Il loro debutto omonimo China prodotto da Dirk Steffans, era composto da un heavy AOR particolarmente orientato sullo stile americano. Questo ottenne molti consensi in Svizzera e nella vicina Germania. Gli svizzeri partirono subito per un tour di supporto ai tedeschi Victory in Germania durante il 1988, e seguire avrebbero dovuto supportare anche i tedeschi Bonfire, ma queste date vennero cancellate a causa di un incidente accaduto al chitarrista di questi.
Il secondo album Sign in the Sky, venne prodotto da Stephen Galfas (Meat Loaf, EZO, Stryper) dove la band prese strade musicali più mature. Questo significò l'inizio di una nuova era per la band, che arruolò anche il nuovo cantante Patrick Mason (ex Krokus) ed il nuovo bassista Brian Kofmehl a seguito della dipartita di Math Shiverow e Marc Lynn. Il disco vedeva anche la partecipazione del cantante dei Grim Reaper Steve Grimmett nel ruolo di corista. Mason rimase nella band per un breve periodo, così nel 1990 venne sostituito dallo statunitense Eric St. Michaels con cui pubblicheranno il terzo Go All the Way e il mini live album Live nel 1991. 
Nel 1993 St.Michaels tornò negli Stati Uniti, e in maggio i China si unirono al cantante Marc Storace dei Krokus, in occasione di qualche concerto in Svizzera.
Il quarto album Natural Groove vedeva alla voce l'ennesima sostituzione con il nuovo frontman Douglas McCowan.
Il bassista originale Marc Lynn, abbandonò la band per entrare nella formazione dei Gotthard. Nuove notizie emersero nel tardo 2003 dove i China, composti da Patrick Mason, John Dommen, Claudio Matteo, Freddy Laurence e Brian Kofmehl, tornarono sulle scene partecipando a tour e concerti.

## Formazione

### Formazione attuale
- Eric Saint Michaels - voce (1990-93, 2000, 2007-oggi)
- Claudio Matteo - chitarra (1985-03, 2007-oggi)
- Brian "Beat" Kofmehl - basso (1989-03, 2007-oggi)
- Billy La Pietra - batteria (2007-oggi)
- Freddy Scherer - chitarra (2021 - oggi)

### Ex componenti
- Math Shiverow - voce (1985-89, 2000)
- Patrik Mason - voce (1989–1990, 2003)
- Marc Storace - voce (1992–1993, 2000)
- Douglas McCowan - voce (1995)
- Freddy Laurence (Freddy Scherer) - chitarra (1985-03)
- Marc Lynn - basso (1985-89)
- John Dommen - batteria (1985–1995, 2000–2003)
- Johnny Giorgi - batteria (1995, 2007)

## Discografia

### Album in studio
- 1988 - China
- 1990 - Sign in the Sky
- 1991 - Go All the Way
- 1995 - Natural Groove
- 2010 - Light Up the Dark
- 2014 - We Are the Stars

### Album dal vivo
- 1991 – Live
- 2000 – Alive (con Marc Storace)

### Raccolte
- 1992 – So Far
- 2008 – The Very Best of

### Singoli
- 1988 - Wild Jealousy
- 1990 - Sign in the Sky
- 1990 – In the Middle of the Night
- 1991 - Slow Dancing
- 1995 - All I Do Is Wait
- 2021 - Love Someone